# Aji
Aji (庵治町, Aji-chō) era uma cidade pertencente ao Distrito de Kita, em Kagawa no Japão.

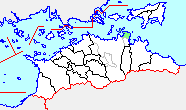
Aji na Prefeitura de Kagawa

Em 2003, a cidade tinha uma população estimada de 6.392 e uma densidade populacional de 403,79 pessoas por km². A área total era de 15,83 km².
Em 10 de janeiro de 2006, Aji, junto com as cidades de Mure (também do distrito de Kita), Kagawa, Kōnan (ambas do distrito de Kagawa) e Kokubunji (do distrito de Ayauta), foi incorporada à cidade de Takamatsu e não existe mais como um município independente.
Aji foi o principal local de filmagem de um filme japonês de sucesso conhecido no ocidente como Crying Out Love, In the Center of the World . Quando o filme foi rodado, esta cidade foi escolhida como local onde os protagonistas viviam nos tempos de colégio.